# Османска минијатура
Османска минијатура (турски: Osmanlı minyatürü) је стил илустрације који се налази у османским рукописима, често приказујући портрете или историјске догађаје. Јединствени стил османске минијатуре развијен је из вишеструких културних утицаја, као што је персијска минијатурна уметност, као и византијска и монголска уметност. Био је део османске књишке уметности, заједно са илуминацијом (tezhip), калиграфијом (hat), мермерним папиром (ebru) и повезивањем књига (cilt). Речи taswir или nakish коришћене су за дефинисање уметности минијатурног сликарства у османском турском језику.
Иако су османске минијатуре биле у великој мери инспирисане персијским минијатурама, османске занатлије су развиле јединствен стил који се одвајао од персијских утицаја. Османске минијатуре су познате посебно по својим чињеничним приказима ствари попут војних догађаја, док су персијске минијатуре биле више фокусиране на визуелну занимљивост. Укључивање минијатура у османске рукописе било је више у сврху документације, а мање у сврху естетике. Минијатуре су коришћене за приказивање многих важних хроника и тема, посебно историјских и верских догађаја. Османске минијатуре су посебно познате по својим специфичним и прецизним детаљима. Ово се може наћи на многим минијатурама војски или дворских сцена.
Неки османски уметници су били више под утицајем персијских минијатура него други. Османске минијатуре са јаким утицајима персијског стила тежиле су романтизованијем приказу догађаја, што се удаљавало од типичнијих чињеничних приказа других османских минијатурних слика.

## Оригинална процедура
Главни сликар минијатуре је обично дизајнирао композицију сцене, а његови шегрти су цртали контуре црним или обојеним мастилом, а затим су бојили минијатуру без стварања илузије треће димензије. Главни сликар и писар текста су именовани и приказани у неким рукописима, међутим, шегрти нису. У тринаестом веку, портрети аутора били су веома чести у исламским рукописима. Портрети би приказивали аутора рукописа као највећу фигуру, а понекад би укључивали и друге мање фигуре које су такође допринеле рукопису. На крају рукописа налазио би се колофон са детаљима о томе када је рукопис завршен и именом аутора.
Боје за минијатуру су добијене млевеним прашкастим пигментима помешаним са беланцем, а касније и са разблаженом гуми арабиком. Добијене боје су биле живе. Контрастне боје коришћене једна поред друге са топлим бојама додатно су нагласиле овај квалитет. Најчешће коришћене боје у османским минијатурама биле су јарко црвена, гримизно црвена, зелена и различите нијансе плаве.
Схватање перспективе било је другачије од оног у блиској европској ренесансној сликарској традицији. У многим исламским рукописима, слике су приказивале више перспектива, на пример, и унутрашњост и спољашњост зграде могле су бити приказане на једној слици. Поред тога, минијатурне слике су често коришћене за артикулисање кретања и протока времена у једној слици. Минијатуре су служиле као илустрације тексту и користиле су приповедање у својим сликама, што их је чинило једнако неопходним као и сам текст.
Османска традиција минијатурног сликарства била је јединствена по томе што уметници нису тежили да реалистично прикажу своје субјекте. Неки научници верују да се овај стил сликарства развио из луткарства сенки, због оштрих геометријских ивица, као и сложених архитектонских дизајна. Поред тога, недостатак тродимензионалног сенчења и стална употреба празног простора указују на то да је позориште сенки играло улогу у развоју османског минијатурног сликарства.

## Историја и развој

### Рана историја
Постоји релативно мало информација о центрима за израду књига у Османском царству у 15. веку, али постоји запис у Османском архиву из 1525. године који указује на nakkaşhane (студио) у Истанбулу. Помиње сложену хијерархијску структуру, што указује да је студио постојао вероватно 50 година пре него што је овај запис написан. Међутим, то не значи да нема доказа о производњи, на пример: постојање албума калиграфије и цртежа из 1481. године такође указује на османски атеље у Истанбулу. Али нема јасних доказа о томе у Османском царству пре освајања Истанбула 1453. године.
Први показатељ растуће школе сликара поставио је основе османске минијатуре под Мехмедом II 1451-1481. године, али постоји много више доказа о продуктивности у наредној владавини Бајазита II (1481-1512). Током владавине Мехмеда II (1451-1481) први пут су османске минијатурне слике дефинитивно створене. Вреди напоменути да не постоји архивска документација о радовима, а избор је прилично ограничен. Есин Атил описује неке од минијатура израђених током Мехмедове владавине као „грубе и провинцијске“, што је резултат релативног недостатка примера, што пак можда указује на недостатак илустрованих књига у царским библиотекама.
Стилски и иконографски детаљи династије Сафавида имали су велики утицај на стил османског минијатурног сликарства. Делимично је то због Селимовог освајања Сафавидског Табриза 1514. године, када је покупио многе рукописе и вратио их у Истанбул, омогућавајући тамошњим уметницима да прошире свој иконографски и стилски утицај. Већи део илустрација у османским рукописима је створен позивањем на претходне приказе теме, што је резултирало снажним утицајем прошлих дела. Такође је било и неких уметника који су се селили из Табриза и других градова у Ирану у Османско царство.
Nakkashane-i Irani (Персијска академија сликарства) основана је у палати Топкапи за увезене персијске уметнике. Уметници ове две сликарске академије формирали су две различите школе сликарства: уметници у Nakkashane-i Rum били су специјализовани за документарне књиге, попут Shehinshahname, које су приказивале јавне, а донекле и приватне животе владара, њихове портрете и историјске догађаје. Уметници у Nakkashane-i Irani специјализовали су се за традиционална персијска песничка дела, попут Шахнаме и Iskendername или Романсе о Александру, Humayunname, басне о животињама и антологије. Било је ту и научних књига о ботаници и животињама, алхемији, космографији и медицини; техничких књига; љубавних писама; књига о астрологији; и читања снова.
Ови рани студији ослањали су се на наруџбине богатих и моћних, укључујући гувернере, па чак и цареве. Масумех Фархад тврди да је Мехмед II наручио радове у покушају да постигне бесмртност, под утицајем опсежних контаката са Италијанима.

### Појава царског стила
Током 1520-их, османски стил минијатуре се усталио, као што је приказано у Selimnâme, која је завршена 1524. године и која је бележила живот султана Селима I, а садржи и цртеже савремених костима и догађаја. Године 1527. у Османском дворском архиву било је 29 минијатуриста.
Два минијатуриста су помогла у овом развоју, Накаш Осман и Матракчија Насух. Накаш Осман је изгледа био пример османског визуелног језика минијатуре средином 16. века, који је карактерисало удаљавање од италијанског визуелног стила ка Истоку. Матракчија Насух је био познати сликар минијатура током владавина Селима I и Сулејмана Величанственог. У свом делу Beyan-ı menazil-i sefer-i Irakayn-i Sultan Süleyman (Опис фаза кампање султана Сулејмана у два Ирака), око 1537. године (Библиотека Универзитета у Истанбулу 5967), створио је нови сликарски жанр назван топографско сликарство. Сликао је градове, луке и замкове без људских фигура и комбиновао је сцене посматране из различитих перспектива у једној слици.
Током владавина Селима II (1566–1574) и Мурата III (1574–1595), створен је класични османски минијатурни стил. Познати сликари минијатуре тог периода били су Накаш Осман, Али Челеби, Мола Касим, Хасан паша и Љутфи Абдулах.
Османске минијатуре су достигле свој врхунац у другој половини 16. века, а композиције су се углавном заснивале на устаљеним приказима у минијатури, користећи „речник“. Овај стил је делимично карактерисао фокус на свакодневни живот, релативно ограничена палета, светле боје, висок ниво детаља, и минимална употреба 3/4 перспективе. До 1557. године број минијатуриста забележених на османском двору повећао се на 35.
Крајем 16. века (1590), багдадска сликарска школа је цветала. Након што су Монголи опљачкали град, он је престао да буде центар производње илустрованих књига, али се поново појавио као такав 1590. године и већи фокус је био на свакодневним активностима. Не само да је дошло до удаљавања од фантастичних приказа, већ и од краљевских контекста, те су се многе минијатуре уместо тога фокусирале на свакодневни живот нижих класа.

### Каснији стилови
У 17. веку, минијатурно сликарство је било популарно и међу грађанима Истанбула. Уметници познати као базарски сликари радили су са другим занатлијама на базарима Истанбула на захтев грађана.
Бегум Озден Фират у својој књизи „Сусрети са османском минијатуром“ сугерише одступање од царских наруџбина након 18. века. Он каже да је то барем делимично било због минијатуриста у Истанбулу који нису морали да се суочавају са истим ограничењима као минијатуристи са царским наруџбама, ширења доступних материјала, успостављања мурака (врста албума који је садржао широк спектар примера једног жанра) минијатура и појаве нових школа сликарства минијатура.
Због интеракција са Европом (растућег интересовања за европску уметност и архитектуру) у 18. веку, методе и теме минијатурног сликарства су се промениле. На пример, уметници су почели да користе акварел уместо традиционалне гуми арабике помешане са пигментом. До краја 18. века, пејзажи и уљани портрети на платну узурпирали су минијатуру као доминантну уметничку форму. Због контакта са Италијом, основни елементи ренесансног портретизма, као што су приказивање целог тела, волумен у торзу и сенчење лица, почињу да се одражавају у сликама из Истанбула. У 18. веку, већи западни утицај је померио фокус на нешто што је било субјективније, на уметност, а не на документацију.
Нови културни жанр познат у османској историји као период лала јавио се током владавине Ахмеда III. Неки историчари уметности приписују рођење јединственог стила названог османски барок овом периоду. 
Абдулчелил Челеби, познатији као Левни, био је истакнути сликар током 18. века и представља пример неких од ових промена. Марјам Месинч назива „Sürname-i Vehbi“ Левнијевим ремек-делом, направљеним да забележи „славље поводом обрезивања синова султана Ахмета III“. Занатлије, позоришне групе, кловнови, музичари, трапез плесачи и грађани придружили су се свечаностима.

### Промена функције
После Левнија, западни утицај на османску културу се наставио, а са увођењем штампарске машине, а касније и фотографије, произведено је мање илустрованих дела. Од тада су зидне слике или уљане слике на платну биле популарне. Функција минијатурне слике се тако променила.

### Савремена турска минијатура
Након периода кризе почетком 20. века, сликарство минијатура је прихваћено као декоративна уметност од стране интелектуалаца новоосноване Турске Републике, а 1936. године у Академији ликовних уметности у Истанбулу основано је одељење под називом Турска декоративна уметност, које је обухватало сликарство минијатура заједно са осталим османским књишким уметностима. 
Савремени уметници минијатуре су Омер Фарук Атабек, Сахин Иналоз, Џахиде Кескинер, Гулбун Месара, Нур Невин Акјазиџи, АхметЈакупоглу, Нусрет Чолпан, Орхан Дагли и многи други из нове генерације. Савремени уметници обично не сматрају минијатурно сликарство само декоративном уметношћу већ ликовном уметничком формом. За разлику од традиционалних мајстора прошлости, они раде индивидуално и потписују своја дела. Такође, њихова дела не илуструју књиге, као што је био случај са оригиналним османским минијатурама, већ су изложена у галеријама ликовне уметности.

## Галерија
- Османски астрономи на раду око Таки ал-Дина у Истанбулској опсерваторији
- Османски јаничари и браниоци Витезови Светог Јована током опсаде Родоса (1522)
- Град Маниса, са палатом Маниса коју је саградио султан Мурат II
- Музичко окупљање, Османско царство, 18. век
- Света џамија у Меки приказана у Kitāb-i Menāsik-i Hajj (1646)
- Dala'il al-Khayrat Мухамеда ал-Јазулија (османски рукопис из 1801.)
- Несрећна жена се жали кадији на мужевљеву импотенцију
- Султан посипа златнике, Surname-i Hümayun (16. век)
- Рамазан паша, беглербег из Османског Алжира (16. век)
- Османски званичник, Турска, Истанбул, око 1650
- Опсада Сигета (1566)
- Женске музичарке, из Surname-i Hümayun (око 1720)
- Освајање Будима (1526)
- Битка код Керештеса (1596)
- Ратни савет након неуспешне Прве опсаде Беча (1529)
- Селим II ступа на престо
- Селим II ступа на престо
- Сахрана Мурата II
- Тело Сулејмана I стиже у Београд, Селим II га чека
- Тело Сулејмана I стиже у Београд, Селим II га чека
- Османска војска маршира на град Тунис 1569. године
- Султан Мурат III у „Књизи среће“ (1582)
- Опсада Естергома (1543)